# Ceratostylis pleurothallis
Ceratostylis pleurothallis là một loài thực vật có hoa trong họ Lan. Loài này được (E.C.Parish & Rchb.f.) Seidenf. mô tả khoa học đầu tiên năm 1982.